# Livin’ in the City
Livin' in the City — шестой студийный альбом группы Fun Lovin' Criminals, выпущенный в 2005 году.

## Об альбоме
Пластинка Livin' in the City посвящена Нью-Йорку. По словам лидера группы, «она о том, как мне нравится жить в городе, потому что это действительно так. Но не из-за туристических мелочей, порядочных культурных вещей. А из-за всего хренового, что в нём есть. Знаете, я думаю, что это та часть Нью-Йорка, что нравится людям».
В состав альбома вошло одиннадцать композиций. В текстах песен поднимаются темы террористических актов 11 сентября 2001 года, культурного многообразия мегаполиса, жизни на улице, но также содержатся романтические любовные истории. Пластинка выдержана в стиле мягкого хип-хопа, но содержит и более роковые вставки.
На сайте газеты The Guardian альбом удостоился невысокой оценки — две звезды из пяти. Бетти Кларк отметила, что участники группы «всё ещё населяют свои рэп-частушки для белых парней персонажами из фильмов Скорсезе, фатальным образом подсев на мифологию и пристрастившись к глэм-металлическим гитарным соло».

## Список композиций
1. «I Love Livin' in the City» — 3:45
2. «How It Be» — 3:57
3. «That Ain’t Right» — 3:06
4. «The Preacher» — 2:47
5. «Ballad of NYC» — 5:36
6. «Is Ya Alright» — 2:52
7. «Gave Up on God» — 4:55
8. «City Boy» — 3:14
9. «Girl with the Scar» — 4:23
10. «Mi Corazon» — 3:25
11. «Will I Be Ready» — 6:01